# Modena Modena
Modena Modena è un film del 2003 diretto da Daniele Malavolta.

## Trama
La vita di Fabrizio, laureato in Lettere, è tutt'altro che felice: la sfortuna lo perseguita. Una notte il ragazzo, in sogno, incontra la Morte, con cui sancisce un patto: chiede di poter vivere in eterno, promettendo in cambio di non farsi mai professare amore da nessuna ragazza e anche di non innamorarsi mai di nessuna donna. Ma in realtà le cose andranno diversamente.

## Riconoscimenti
- 2000 - Menzione speciale al Premio Solinas[2]